# Vicente Palma
Vicente Palma (Lisboa, 1983) é um músico, compositor e cantor português. Filho do cantor e compositor Jorge Palma, construiu um percurso independente no panorama musical nacional, destacando-se pela fusão de influências eruditas e contemporâneas, e por um estilo autoral intimista e sofisticado. Editou em 2012 o seu álbum de estreia, Parto, e tem participado em colaborações com diversos artistas e projetos, a par de uma longa ligação artística com o pai e o irmão, nomeadamente no espetáculo 3 Palmas na Mão.

## Biografia
Vicente Palma nasceu em 1983, em Lisboa. Começou a estudar piano aos oito anos e foi admitido no Conservatório Nacional com apenas dez, mas viria a abandonar a aprendizagem clássica durante a adolescência. Regressaria à música com 19 anos, aprofundando o estudo autodidata de piano, guitarra e composição.
Estreou-se em palco em 2002, ao lado do pai, Jorge Palma, no Teatro Villaret, em Lisboa, concerto registado no álbum ao vivo No Tempo dos Assassinos. Em 2007, participou no álbum coletivo Adriano: Aqui e Agora com uma versão da canção "Para Rosalía", que viria a integrar a coletânea Novos Talentos Fnac 2008.
O disco de estreia a solo, Parto, foi editado a 22 de outubro de 2012, com produção conjunta de Vicente Palma e Miguel Pedro Guimarães (dos Mão Morta). Inclui 14 temas, sendo 13 da sua autoria. As gravações dividiram-se entre os estúdios Meifumado e Namouche. O disco foi bem acolhido pela crítica, sendo considerado um retrato musical autêntico, entre o lirismo e a densidade introspectiva.
Vicente Palma participou em projetos como Os Dias Cantados (Antena 1, 2014) e tem atuado a solo ou em colaboração com artistas como Emmy Curl, Joana Alegre e Elísio Donas (Ornatos Violeta). Apresentou-se no Festival Jardins do Marquês (2021), abrindo a noite de concerto de Rufus Wainwright, e participou no programa da RTP Eu Só Sei Compor em Liberdade (2024).

## Colaborações com Jorge Palma e Francisco Palma
Desde 2002, acompanha regularmente o pai em palco, participando em concertos e digressões como Íntimo (2013) e Soam as Guitarras (2022). Em 2023, integrou a canção "3 Palmas na Mão", com Jorge e o irmão Francisco Palma, incluída no álbum Vida. A partir de 2024, os três músicos passaram a apresentar-se em concerto com o mesmo nome. O alinhamento mistura canções dos discos de Jorge Palma, versões de outros autores e temas dos filhos, num formato familiar que, pode dizer-se, combina três gerações em palco.

## Estilo musical
Vicente Palma define a música como "aquilo que mais se assemelha a magia". As suas composições fundem elementos da música clássica, rock alternativo, folk, pop e prog. Cita influências como Radiohead, Jeff Buckley, Nine Inch Nails, Porcupine Tree, Alice in Chains, Pearl Jam, Tori Amos e compositores clássicos como Debussy e Rachmaninov.

## Discografia

### Álbuns de estúdio
- Parto (2012)

### EPs e singles
- Parto (single, 2012)

### Participações
- "Para Rosalía" – Adriano: Aqui e Agora (2007); Novos Talentos Fnac (2008)
- "Ciclotímica" – Joana Alegre (2023)[10]
- "Dança da Lua e do Sol" – Emmy Curl (2022)
- "Um Só Dia" – Joana Alegre (2023)
- "3 Palmas na Mão" – Jorge Palma (2023)
- Concerto "Quem Sai aos Seus" – FFMS (2023)[11]